# 李培根 (1948年)
李培根（1948年12月27日—），男，湖北汉阳人，中国机械制造及自动化专家，中国工程院院士，曾任华中科技大学校长，中共十七大代表，第十一届全国人大代表，

## 生平
1977年毕业于华东纺织工学院（现东华大学）。1981年1月，获得华中工学院（现华中科技大学）硕士学位。1987年1月，获得威斯康星大学麦迪逊分校博士学位。
1995年12月，任华中理工大学（现华中科技大学）机械科学与工程学院院长。
2002年9月，任华中科技大学副校长；2003年12月当选为中国工程院院士。2005年3月，任华中科技大学校长。2010年7月10日，连任华中科技大学校长。
2014年3月31日，因年龄原因，不再担任校长职务，正式由丁烈云接任。

## 轶闻
李培根因为其以校长身份对学生风趣幽默的演讲内容被爱称为“根叔”。